# Římskokatolická farnost Podlesice
Římskokatolická farnost Podlesice (latinsky Podleticium) je zaniklá církevní správní jednotka sdružující římské katolíky v Podlesicích a okolí. Organizačně spadala do krušnohorského vikariátu, který je jedním z deseti vikariátů litoměřické diecéze.

## Historie farnosti
Farnost pochází z roku 1200. V letech 1623-1723 byla farnost filiálkou Vilémova. Matriky jsou v místě vedeny od roku 1711. Nově byla farnost kanonicky ustavena roku 1723.
Farnost existovala do 31. prosince 2012 jako součást kadaňského farního obvodu. Od 1. ledna 2013 zanikla sloučením do farnosti-děkanství Mašťov.

### Duchovní správcové vedoucí farnost
Začátek působnosti jmenovaného v duchovní správě farnosti od:
- 1375 Nicolaus
- Velislav z Lomazic
- 1408 Petrus
- 1722 proto-par.[4] Johann Christoph Pergner (od roku 1727 vikář)[3]
- 1732 Franciscus Josephus Theumer
- 1734 Michaël Antonius Judex
- 1739 Ioannes Georgius Diettrich
- 1745 Clemens Basilius Haidt
- 1771 Franc. Winkler, † 5. 3. 1799
- 1799 Anton Dörfler, † 18. 6. 1805
- 1805 Anton Ehmig
- 1815 par. vacat, admin. Wencesl. Mattusch[4]
- 1816 Jakob Kokelmann,[3] n. 2. 12. 1769 Stollbach (Trevír), o. 2. 5. 1802, † 17. 10. 1862[4]
- 1861 Franz Honauer,[3] n. 26. 1. 1807 Weitentrebetic., o. 4. 8. 1830, † 27. 4. 1884[4]
- 1884 Franz Hauptmann,[3] n. 19. 5. 1818 Promut., o. 30. 7. 1843,[4] † 13. 11. 1896[5]
- 1897 Adolf Malley,[3] n. 8. 12. 1846 Bilin, o. 23. 7. 1870,[4] † 6. 6. 1915 Bílina[5]
- 1912 par. vacat, admin. excurr. Franc. Styčka
- 1913 Carol. Schöniger, n. 30. 4. 1873 Groschau, o. 11. 7. 1897, + 31. 10. 1939
- 1941 par. vacat, admin. interc. Siegfried Reis
- 1. 4. 1943 Ioannes Hoidn n. 1. 11. 1899 Sattelberg, o. 11. 7. 1926, † 10. 12. 1952
- 1. 8. 1946 Václav Tangl
- 1. 2. 1954 František Hrubý
- 1. 10. 1957 Stan. Havlas
- 1. 1. 1958 Steph. Sivák
- 1. 5. 1962 Tomáš Pirný
- 24. 9. 1997 Richard Madej
- 15. 11. 1997 – 31. 12. 2012 Josef Čermák[4]

Kromě kněží stojících v čele farnosti, působili ve farnosti v průběhu její historie i jiní kněží. Většinou pracovali jako farní vikáři, kaplani, katecheté, výpomocní duchovní aj.

## Území farnosti
Do farnosti náleželo území obcí:
- Chotěbudice (Kettowitz)[p 2]
- Nové Třebčice (Deutsch Trebetitsch)[p 2]
- Podlesice (Podletitz)[p 2]
- Vitčice (Grosswitschitz)[p 2]

## Římskokatolické sakrální stavby a místa kultu na území farnosti
| | Fotografie              | Stavba              | Místo       | Bohoslužby                      | Zeměpisné souřadnice             | Status                                                                            | Číslo kulturní památky                       |
| Kostel | Kostel                  | Kostel              | Kostel      | Kostel                          | Kostel                           | Kostel                                                                            | Kostel                                       |
| --- | ----------------------- | ------------------- | ----------- | ------------------------------- | -------------------------------- | --------------------------------------------------------------------------------- | -------------------------------------------- |
| 1. | Kostel svatého Vavřince | Kostel sv. Vavřince | Podlesice   | bližší informace o bohoslužbách | 50°16′43″ s. š., 13°19′52″ v. d. | farní kostel do 31. prosince 2012, poté filiální kostel farnosti-děkanství Mašťov | 35222/5-678 (Pk•MIS•Sez•Obr•WD) (Q18603838)  |
| Kaple |                         |                     |             |                                 |                                  |                                                                                   |                                              |
| 2. |                         | Kostel sv. Štěpána  | Chotěbudice | bližší informace o bohoslužbách | 50°16′5″ s. š., 13°19′23″ v. d.  | polozbořená kaple                                                                 | 43726/5-1201 (Pk•MIS•Sez•Obr•WD) (Q26296406) |
| Některé drobné sakrální stavby a pamětihodnosti lze dohledat zde v databázi Drobné sakrální památky Zaniklé sakrální stavby lze dohledat zde v databázi Poškozené a zničené kostely, kaple a synagogy v České republice |                         |                     |             |                                 |                                  |                                                                                   |                                              |

Ve farnosti se mohou nacházet i další drobné sakrální stavby, místa římskokatolického kultu a pamětihodnosti, které neobsahuje tato tabulka.

## Galerie sakrálních pamětihodností ve farnosti

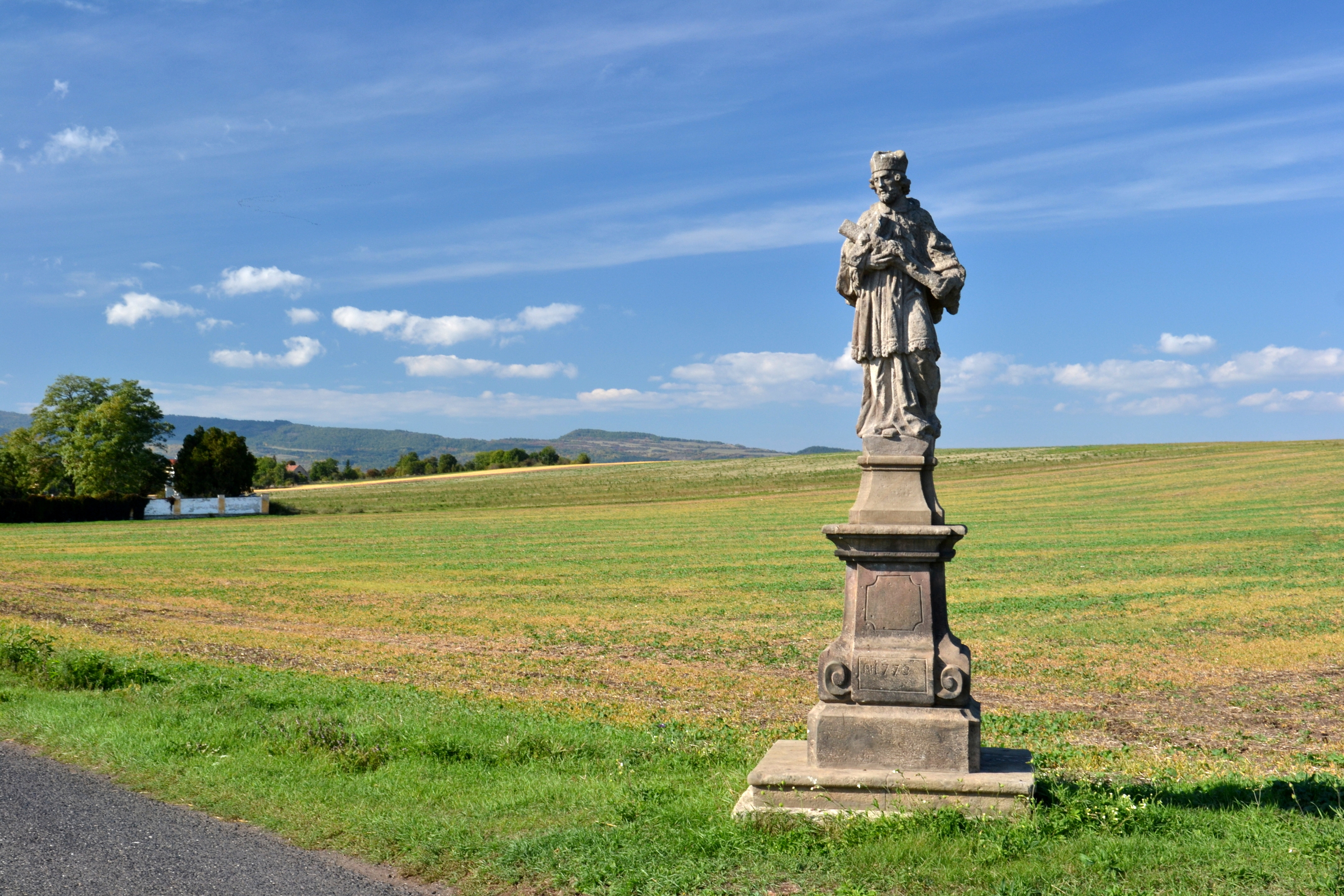
Socha sv. Jana Nepomuckého ve Vitčicích
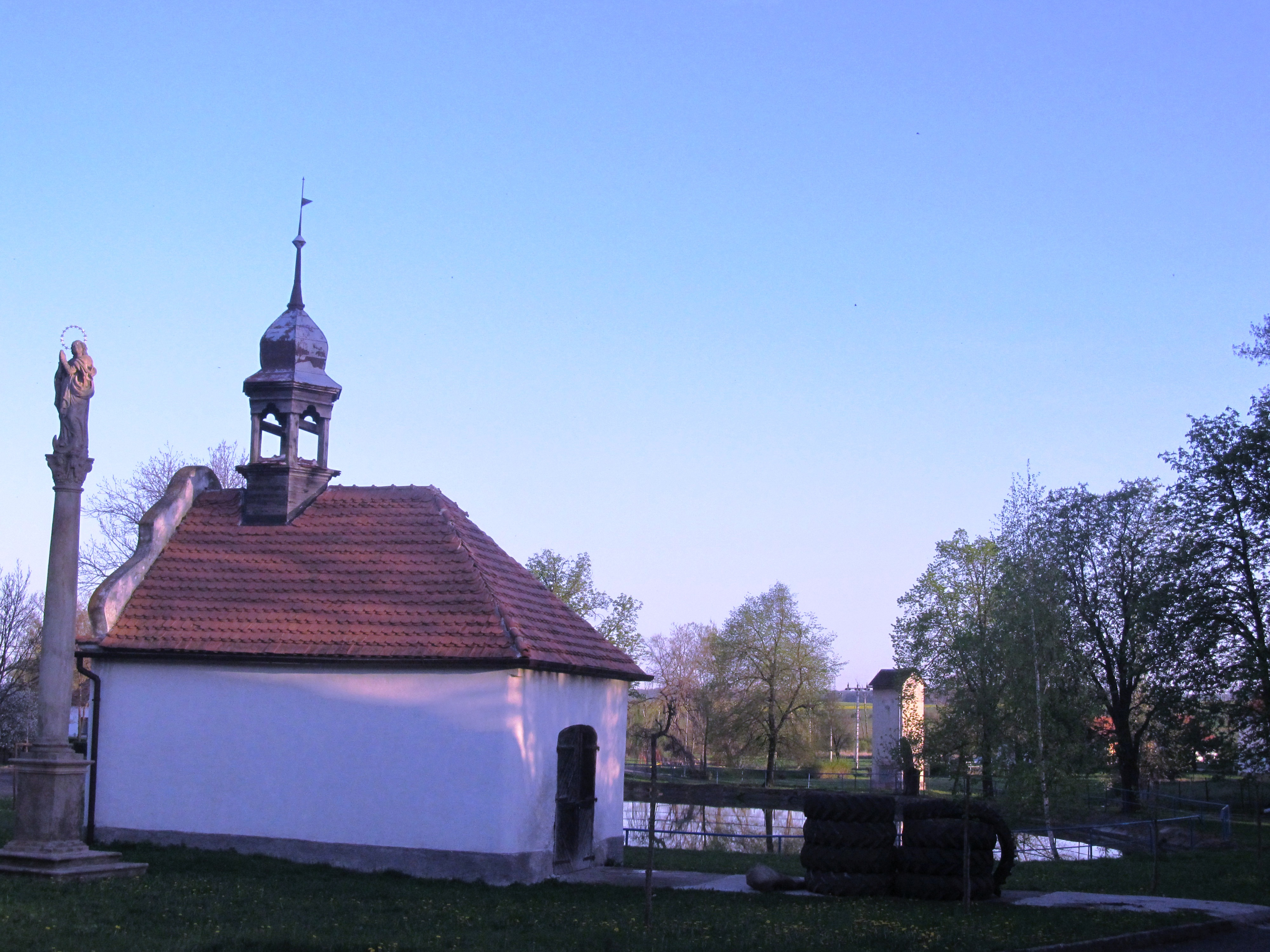
Kaplička ve Vitčicích